# Anna (mare de Samuel)
Anna (en hebreu חַנָּה, de vegades transliterat Ḥannah), és l'esposa d'Elcanà que es menciona als Llibres de Samuel. Segons la Bíblia hebrea va ser la mare del profeta Samuel.
Anna era una de les dues done d'Elcanà. L'altra, Penina, havia donat fills a Elcanà, però Anna no. Però Elcanà preferia Anna. Cada any, Elcanà oferia un sacrifici al santuari de Siloh i a Penina i els seus fills els en donava una porció, però Anna en rebia el doble. Penina llavors, es burlava d'Anna per la seva esterilitat.
Una vegada, Anna es va sentir profundament amargada després d'aquesta provocació i va entrar al Temple a resar intensament, i plorant. No resava amb paraules, sinó que es comunicava amb Jehovà des del cor. Va prometre a Déu que si tenia un fill baró els destinaria des de nen al servei de Déu i del Temple.
Déu va escoltar Anna, i quan amb el seu marit tornava a casa seva, a les muntanyes d'Efraïm, Anna va quedar prenyada i va tenir un fill, Samuel. Després de Samuel Anna va tenir cinc fills més, tres nois i dues noies.
Anna és considerada profetessa a la Bíblia.